# Shoichi Miyatani
 (février 2024).
Si vous disposez d'ouvrages ou d'articles de référence ou si vous connaissez des sites web de qualité traitant du thème abordé ici, merci de compléter l'article en donnant les références utiles à sa vérifiabilité et en les liant à la section « Notes et références ».
Shōichi Miyatani (宮谷　正一, Miyatani Shōichi) est un homme d'affaires et dirigeant japonais du sport automobile né le 26 mars 1961 à Shizuoka au Japon. Il a étudié à l'Université de Tokyo.